# Okres Căușeni
Căușeni je okres v jižním Moldavsku. Žije zde okolo 81 tisíc obyvatel a jeho sídlem je město Căușeni. Na jihu sousedí s Ukrajinou, na západě s okresem Cimișlia, na severozápadě s okresem Ialoveni, na severu s okresem Anenii Noi, na severovýchodě se separatistickým územím Podněstří a na jihovýchodě s okresem Ștefan Vodă.